# Bydgoszcz-kanaal
Het Bydgoszcz-kanaal is een kanaal tussen Bydgoszcz en Nakło nad Notecią (Koejavië-Pommeren) in Polen. Het kanaal verbindt de Brda, en de Noteć en legt zo een verbinding tussen de stroombekkens van de Wisła in het oosten en de Oder (via de Warta) in het westen van Polen.
Het Bydgoszcz-kanaal werd in 1773-1775 gebouwd na de Pruisische annexatie van West-Polen onder het bewind van Frederik de Grote. Voor de bouw werd beroep gedaan op bijna twintigduizend arbeiders, die afkomstig waren uit Saksen, Thüringen, Anhalt en het Sudetenland. Ze werden gevestigd in de zogenaamde kanaalkoloniën A, B en C. Deze wijken zouden later deel gaan uitmaken van Bydgoszcz. De kostprijs van het kanaal bedroeg meer dan 2 miljoen Mark.
Bij wet van 1 april 1905 besloot het toenmalige Duitse Rijk het kanaal te vergroten waardoor het vanaf 1917 bevaarbaar werd voor schepen van max. 400 t, de zogenaamde Finow-klasse (40,2 m × 4,6 m - diepgang 1,4 m). In 1919 kwam het kanaal in Pools bezit.
De waterweg is 24,7 km lang en telt zes sluizen, om een totaal hoogteverschil van 26,2 m te overwinnen.

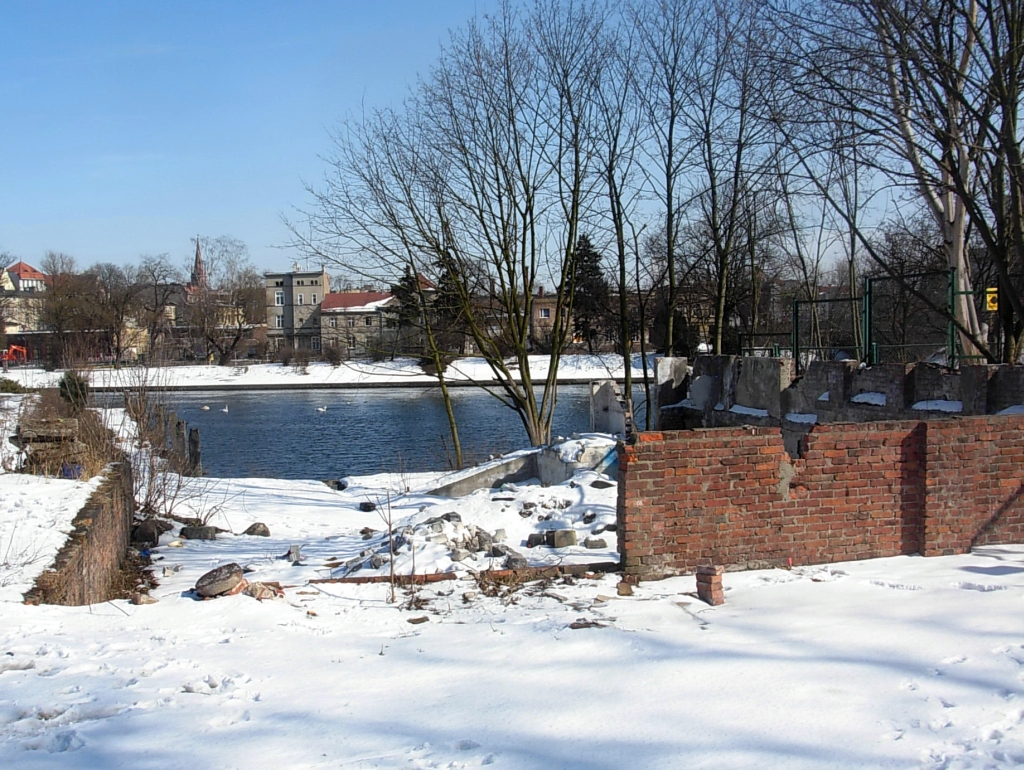
Voormalige Sluis II
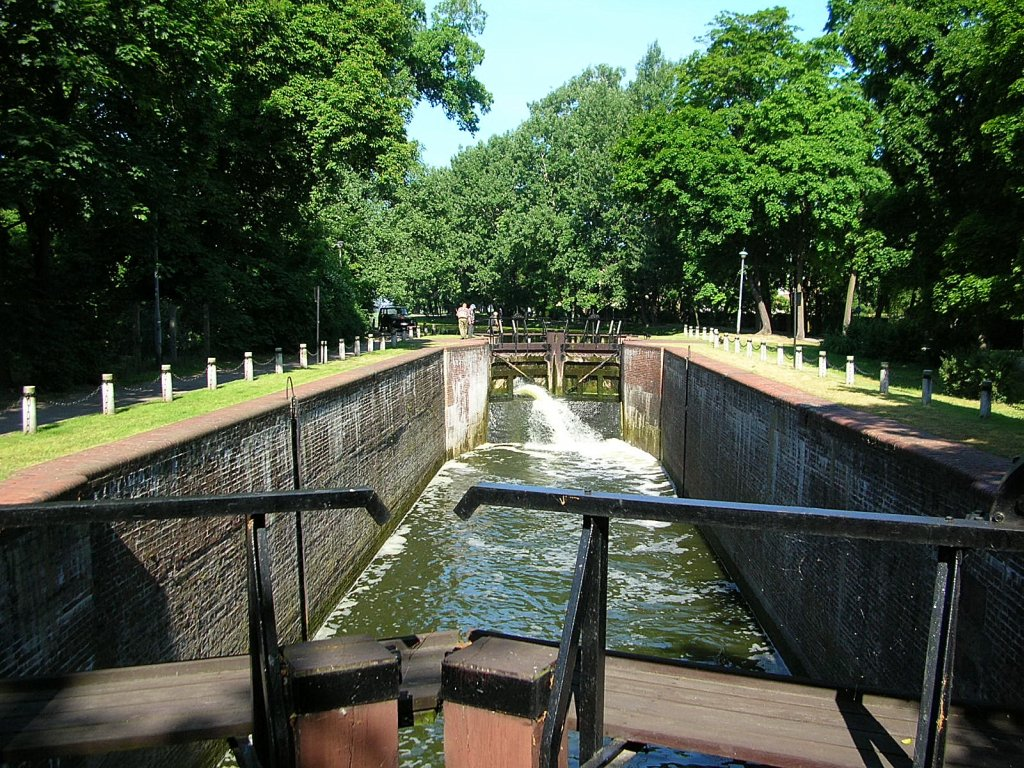
Sluis IV
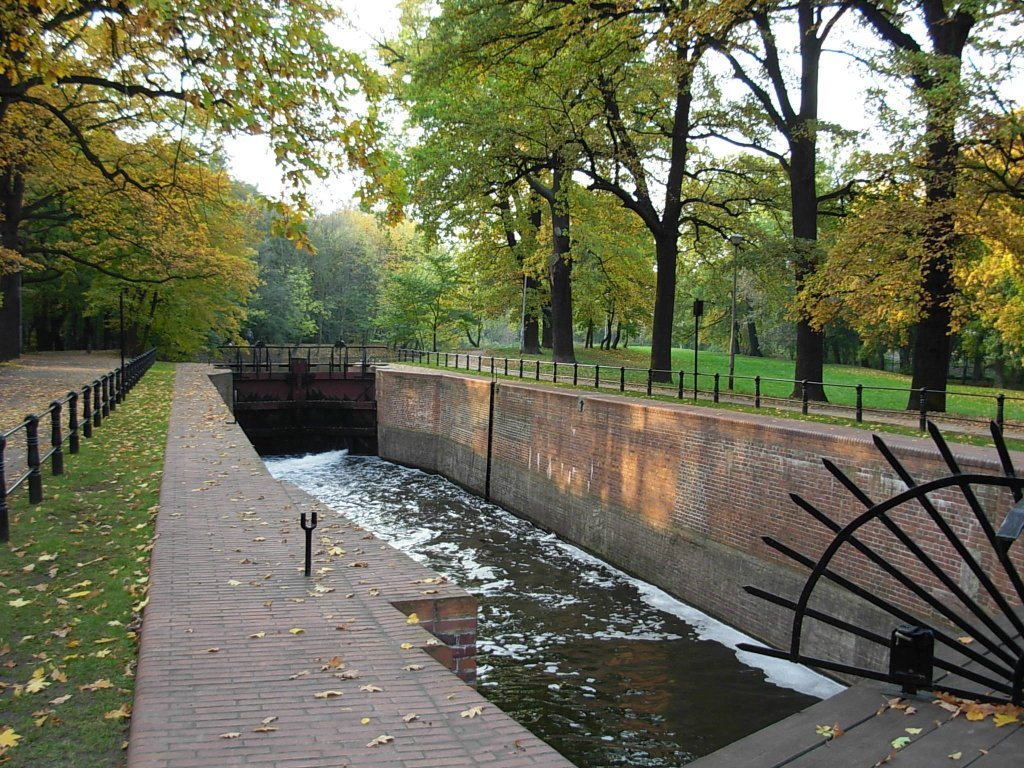
Sluis V
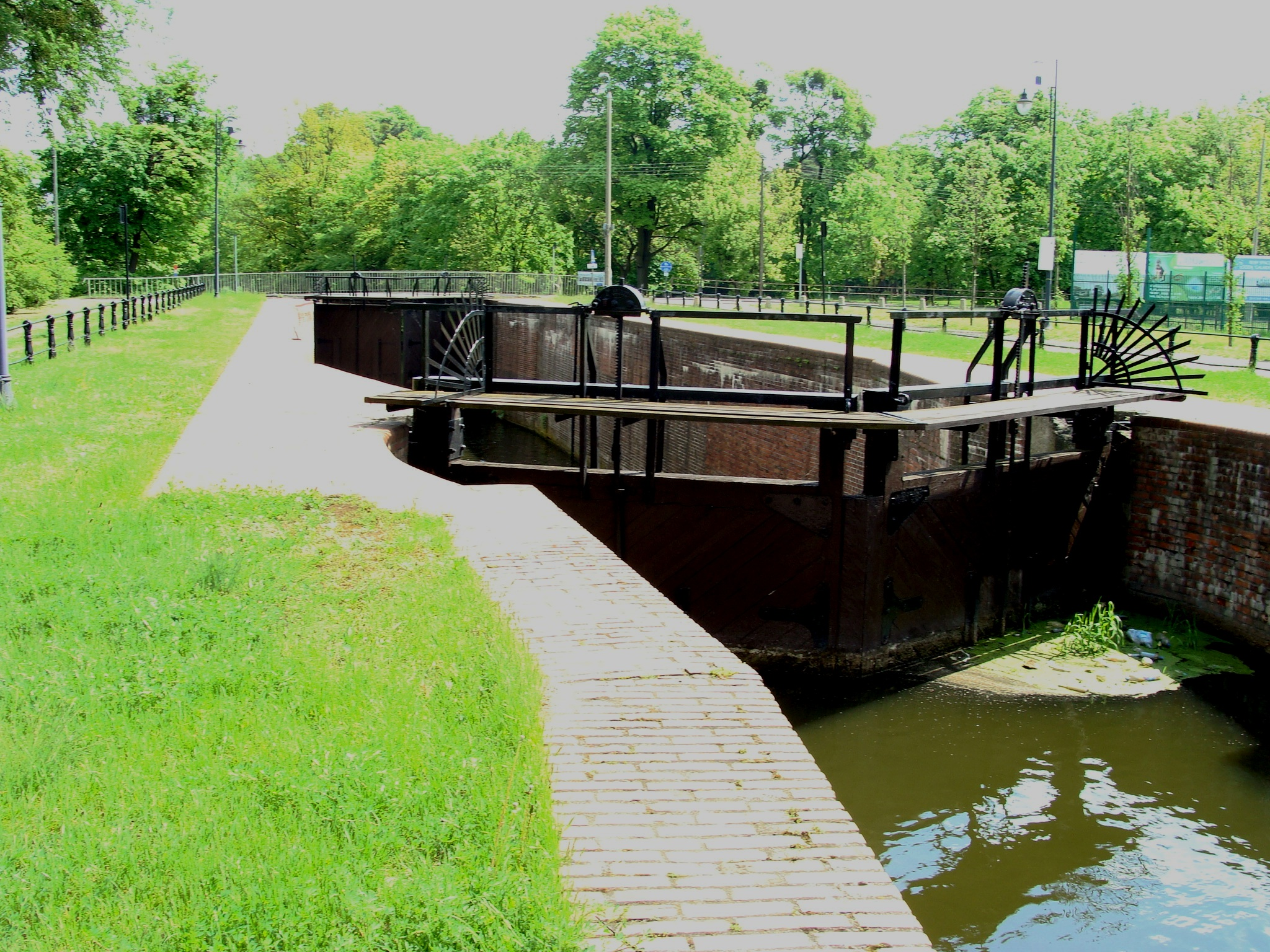
Sluis VI